# Geological Society of America

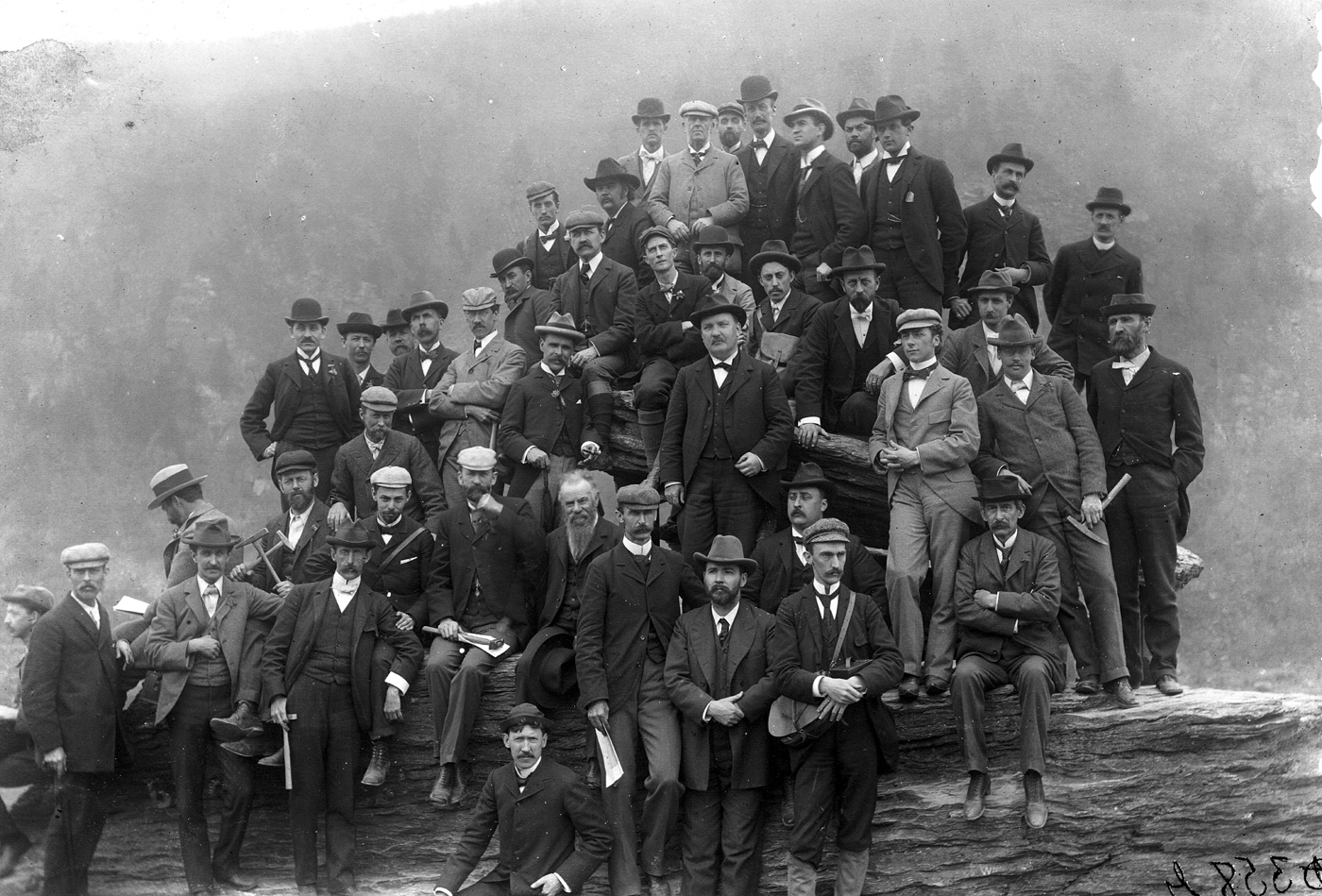
Escursione geologica dell'aprile 1897 a Harper's Ferry in Virginia Occidentale

La Geological Society of America (in italiano Società Geologica d'America), anche GSA in sigla, è un'organizzazione no-profit per il progresso delle scienze geologiche. La Società è stata fondata a New York nel 1888 da Alexander Winchell, John J. Stevenson, Charles H. Hitchcock, John R. Proctor e Edward Orton. Dal 1968 ha sede a Boulder, in Colorado. In base ai dati del 2007 conta 21.000 associati in 85 stati.

## Attività
Scopo della GSA è di consentire il progresso delle scienze della Terra, sostenendo la professionalità dei propri associati e promuovendo le scienze geologiche al servizio dell'umanità.
Sotto la sua egida sono organizzati manifestazioni e congressi a carattere scientifico. In particolare, organizza incontri annuali, consistenti in discussioni su temi relativi alla geologia, anche alla presenza di scuole e di altre organizzazioni del campo.  Promuove la pubblicazione di saggi e periodici attinenti alla materia. In tal senso edita due riviste, il Bollettino, denominato «Geological Society of America Bulletin», anche noto semplicemente come «GSA Bulletin», e «Geology».
Ogni anno essa assegna un importante premio, la Medaglia Penrose (istituita dal geologo e imprenditore minerario R.A.F. Penrose Jr.), a coloro che contribuiscono al progresso degli studi nel campo delle scienze della Terra.
Le attività sociali si svolgono anche all'interno di sezioni su scala regionale (nel Nord America ne sono presenti 6) e vengono organizzate in 17 divisioni speciali. Negli ultimi anni promuove il dibattito, anche sui media, sui problemi e gli effetti derivanti dai cambiamenti climatici e dal surriscaldamento globale.

## Presidenti del I Cinquantenario
In base ai documenti presenti sul sito web della GSA, l'elenco dei presidenti "storici" dell'organizzazione è il seguente: 
- James Hall (1889)
- James D. Dana (1890)
- Alexander Winchell (1891)
- Grove Karl Gilbert (1892 e 1909)
- J. William Dawson (1893)
- Thomas C. Chamberlin (1894)
- Nathanial S. Shaler (1895)
- Joseph Le Conte (1896)
- Edward Orton (1897)
- John J. Stevenson (1898)
- Benjamin K. Emerson (1899)
- George Mercer Dawson (1900)
- Charles Doolittle Walcott (1901)
- Newton Horace Winchell (1902)
- Samuel Franklin Emmons (1903)
- John Casper Branner (1904)
- Raphael Pumpelly (1905)
- Israel C. Russell (1906)
- Charles R. Van Hise (1907)
- Samuel Calvin (1908)
- Arnold Hague (1910)
- William M. Davis (1911)
- Herman L. Fairchild (1912)
- Eugene A. Smith (1913)
- George F. Becker (1914)
- Arthur P. Coleman (1915)
- John M. Clarke (1916)
- Frank D. Adams (1917)
- Whitman Cross (1918)
- John Campbell Merriam (1919)
- Israel C. White (1920)
- James F. Kemp (1921)
- Charles Schuchert (1922)
- David White (1923)
- Waldemar Lindgren (1924)
- William B. Scott (1925)
- Andrew C. Lawson (1926)
- Arthur Keith (1927)
- Bailey Willis (1928)
- Heinrich Ries (1929)